# Церковь Пресвятой Девы Марии Победительницы (Инувик)
Церковь Пресвятой Девы Марии Победительницы (англ. Our Lady Of Victory Church) — католическая церковь, находящаяся в городе Инувик, Северо-Западные территории, Канада. Входит в юрисдикцию католической епархии Маккензи — Форт-Смита и является самой известной достопримечательностью города Инувика.

## История
Строительство церкви было начато в 1958 году и завершилось в 1960 году. Церковь строилась добровольцами. Храм построен в форме иглу. Освящение храма состоялось 5 августа 1960 года.